# زابیواکا

زابیواکا (روسی: Забива́ка) شانس‌بیار رسمی جام جهانی فوتبال ۲۰۱۸ است که در روسیه برگزار می‌شود. این شانس‌بیار ۲۱ اکتبر ۲۰۱۶ رونمایی شد.
زابیواکا نام این گرگ در زبان روسی به معنی زننده گل است. این گرگ انسان‌نما بدنی پشمی به رنگ قهوه‌ای و سفید دارد که یک تی‌شرت با عنوان «روسیه ۲۰۱۸» به تن و عینکی نارنجی روی سر دارد. رنگ‌بندی لباس و شورت ورزشی زابیواکا از رنگ‌های پرچم روسیه الهام گرفته شده‌است. این نماد را شخصی به نام اکاترینا بوچارووا طراحی کرده‌است.